# 朝鲜劳动党的意识形态
本文是关于朝鲜执政党朝鲜劳动党的意识形态。

## 金日成主义和金日成金正日主义
金日成主义（김일성주의）和《確立黨的唯一思想體系十大原則》一道由金正日于1974年正式提出。据报道，金正日这样做是为了加强他在朝鲜劳动党内的地位，利用他父亲在政治上至高无上地位。金日成主义指的是金日成的思想，而《確立黨的唯一思想體系十大原則》是朝鲜政治和社会生活的指南。金正日认为，他父亲的思想已经发生演变，因此应该有自己独特的名字。朝鲜官方此前曾将金日成的思想描述为“当代马克思列宁主义”。通过称之为“金日成主义”，金正日试图将他父亲的思想提升到与斯大林主义和毛泽东主义同等的威望水平。在将“金日成主义”引入朝鲜词典后不久，金正日就开始呼吁对朝鲜社会进行“金日成主义改造”。
有政治分析家认为，金日成主义和主体思想之间没有明显的区别，而且这两个术语是可以互换的。然而，金正日在他1976年的演讲《关于正确认识金日成主义的独创性》中说，金日成主义包括“主体思想和从这种思想演变而来的影响深远的革命理论和领导方法”。他进一步补充说：“金日成主义是原创思想，不能在马克思列宁主义的框架内解释。作为金日成主义精髓的主体思想是人类历史上新发现的思想”。金正日更进一步，指出马克思列宁主义已经过时，必须由金日成主义取代。
有分析家认为，这一术语标志着从社会主义向民族主义的转变。这在1982年金正日庆祝父亲70岁生日时发表的讲话中很明显，他在讲话中表示，热爱国家高于热爱社会主义。这种特殊主义催生了诸如“朝鲜民族第一论”、“我国式会主义”等概念。
2011年12月金正日逝世后，2012年4月举行的朝鲜劳动党第四次代表大会将金日成主义更改为金日成金正日主义（김일성-김정일주의）。会议上的党员还表示，朝鲜劳动党是“金日成和金正日的党”，并宣布金日成金正日主义是“党的唯一指导思想”。随后，朝鲜中央通讯社表示，“朝鲜人民长期以来将金日成和金正日的革命政策思想称为金日成金正日主义，并将其视为国家的指导方针。 ”
朝鲜劳动党在1980年将党章中的马列主义改为金日成思想，并在2012年10月将朝鲜金日成广场上的巨幅马克思和列宁像撤除。

## “伟大领袖”理论
与将生产和交换的物质条件的发展视为历史进步的动力（见历史唯物主义）的马克思列宁主义不同，主体思想认为人类一般是历史的动力。“人民群众放在一切的中心，领导者是群众的中心”。朝鲜认为，主体思想是一种“以人为本的意识形态”，其中“人是一切的主人，决定一切”。与马克思列宁主义不同，在马克思列宁主义中，人民的决定取决于他们与生产资料的关系，主体认为人民的决定考虑但独立于外部因素。与马克思列宁主义一样，主体认为历史是有规律的，但只有人才能推动进步，“人民群众是历史的推动者”。然而，群众要想成功，就需要一位“伟大领袖”。马克思列宁主义认为，人民群众将领导（基于他们与生产的关系），但在朝鲜，伟大领袖（朝鮮語當中稱呼領袖為「首領」）的角色对于领导是必不可少的。这一理论帮助金日成建立了对朝鲜的一人统治。
该理论将伟大领袖变成了绝对主义的最高领袖。工人阶级不是为自己思考，而是通过伟大领袖思考。 伟大领袖是工人阶级的“最高大脑”（即“策划者”），这意味着他是工人阶级的唯一合法代表。 阶级斗争只有通过伟大领袖才能实现，一般的艰巨任务，特别是革命变革，也只有通过伟大领袖才能实现。 在历史发展中，工人阶级的领导力量是伟大领袖。 伟大领袖也是一个无懈可击、廉洁从不犯错、永远仁慈、永远为群众执政的人。伟大领袖制度要发挥作用，必须有统一的思想体系，金正日为此提出了《確立黨的唯一思想體系十大原則》。

## 阶级分析
与上层和下层之间存在巨大差距的朝鲜王朝不同，朝鲜采用了“人民”聚集在一起的概念。朝鲜没有严格的社会等级制度，而是将国家分为三个等级——产业工人、农民和文员（samuwon；사무원）——每个阶层都与其他阶层一样重要。文员阶级由知识分子和小资产阶级组成，如文员、小商贩、官僚、教授和作家。这是朝鲜阶层分析所独有的，旨在提高该国人口的教育和识字率。通常，马克思列宁主义国家只重视农民或劳工，因此在苏联，知识分子并没有被定义为一个独立的阶级，而是一个从几乎所有阶级（无产阶级、小资产阶级和资产阶级）的成员中招募自己的“社会阶层”。
朝鲜相信能通过劳动实现快速工业化，并相信自然要服从人类的意志。通过将社会阶层重组为理论上平等的群众，朝鲜政府声称将能够在未来几年实现自力更生。然而，这一说法受到了外国观察家的质疑，因为该国每年都遭受严重的粮食短缺，并且严重依赖外国援助。

## 朝鲜式社会主义
朝鲜式社会主义，在朝鲜国内称为我国式社会主义，是金正日于1990年12月27日在《我们国家的社会主义是我国式社会主义》的演讲中提出的一个意识形态概念，体现出主体思想。在1989年革命导致东方集团国家垮台后发表讲话时，金正日明确表示，朝鲜需要——并且因为——我国式社会主义而得以幸存。他认为，东欧的社会主义之所以失败，是因为他们“以机械的方式模仿苏联的经验”。他说，他们不明白苏联的经验是基于特定的历史和社会情况，不能被除苏联以外的其他国家使用。他补充说，“如果经验被认为是绝对的，教条式地接受，就不可能正确地建设社会主义，因为时代在变，每个国家的具体情况都不同”。金正日接着批评马克思列宁主义的“教条式应用”，但朝鲜不会遇到这样的困难。用他的话说，当共产党上台时，朝鲜是“一个落后的殖民半封建社会”，但由于朝鲜劳动党不接受基于欧洲资本主义经验的马克思主义或基于俄罗斯经验的列宁主义，他们孕育了主体思想。金正日认为，感谢金日成，革命“提出了适合我国人民愿望和我国具体国情的独到的路线和政策”，“主体思想是处于工人阶级革命思想发展最高阶段的革命理论”。

#### 书籍
- Alton, David; Chidley, Rob. . Lion Books. 2013. ISBN 9780745955988.
- ———.  2nd. New York: W.W. Norton and Company. 2005.
- Kihl, Young; Kim, Hong Nack. . M.E. Sharpe. 2006. ISBN 9780765616388.
- Lee, Kyo Duk. . . Korean Institute for National Reunification. 2004: 1–52  [2022-10-07]. ISBN 978-8984792258. （原始内容存档于2020-04-02）.
- Rüdiger, Frank. . Brill Publishers. 2013: 41–72. ISBN 9789004262973. （原始内容存档于17 October 2015）.
- Shin, Gi-wook. . Stanford University Press. 2006. ISBN 9780804754088.
- Kim, Jong-un.  (PDF). Pyongyang: Foreign Languages Publishing House. 6 April 2012  [2022-10-07]. （原始内容存档 (PDF)于2022-10-07）.

#### 期刊论文
- Lim, Jae-cheon. . Asian Survey. May–June 2012, 52 (3): 550–70. JSTOR 10.1525/as.2012.52.3.550. doi:10.1525/as.2012.52.3.550 .